# Sans Bart
Sans Bart est un épisode de la série télévisée d'animation Les Simpson. Il s'agit du quinzième épisode de la trente-quatrième saison et du 743e de la série.

## Synopsis
La classe de Bart doit lire des ouvrages à des enfants plus jeunes, mais constatant que sa protégée est terrorisée par un récit, il se met à dessiner sur les livres. Sa professeur et la bibliothécaire de l'école convoquent Homer et Marge, qui, bien sûr, sont furieux, mais elles leur disent qu'en fait, Bart a stimulé la créativité des enfants.
Homer et Marge commencent à croire que leur parentalité est incompatible avec leur objectivité. Ils ont un rêve durant lequel ils habitent avec leurs deux filles Lisa et Maggie, dans une grande maison. Marge travaille comme chef d'une clinique vétérinaire et Homer est responsable de l'applaudimètre du stade de Springfield. Un soir, alors que la famille passe chercher Marge, et qu'ils mangent des glaces en voiture, Homer ne prête pas attention à sa conduite et renverse Bart, sous la pluie. Celui-ci est amnésique et ne se souvient pas de son passé. Homer et Marge acceptent de le laisser vivre quelque temps chez eux le temps de la résolution de l'enquête.
Sauf que leur quotidien qui était jusqu'ici parfait tourne vite au cauchemar. Bart va pourtant bien malgré lui fournir des clés aux membres de sa famille. Grâce à sa présence, Maggie se déride, Lisa est capable de s'amuser alors qu'elle ne faisait que collectionner des poupées, Marge obtient le respect qu'elle demandait et qui lui était jusque là étranger et Homer peut récolter un score de 100 % à son travail. Réalisant que leur fils a quand même de bons côtés, Homer et Marge se réveillent, heureux que Bart soit ici.

## Réception
Lors de sa première diffusion, l'épisode a attiré ?million de téléspectateurs.